# Ganeria
Genre
Ganeria est un genre d'étoiles de mer de la famille des Asterinidae.

## Liste des genres
Selon World Register of Marine Species (17 janvier 2015) :
- Ganeria attenuata Koehler, 1907 -- Antarctique
- Ganeria falklandica Gray, 1847 -- Pacifique sud-est
- Ganeria hahni Perrier, 1891 -- Pacifique sud-est